# Eurodisco
Nhạc disco châu Âu (tiếng Anh: Euro disco hay Eurodisco, người Việt Nam từng quen gọi là nhạc đít-cô hay nhạc đít-sờ-cô) là sự đa dạng các thể loại nhạc dance điện tử của châu Âu tiến triển từ dòng nhạc disco vào cuối thập niên 1970; kết hợp các yếu tố nhạc pop, new wave và rock vào một không gian nhảy nhót liên tục giống hay từa tựa như disco. Nhiều sáng tác của dòng nhạc disco châu Âu được đặt lời bài hát bằng tiếng Anh, mặc dù các ca sĩ thường chia sẻ một thứ tiếng mẹ đẻ khác biệt.
Phát sinh từ nhạc disco châu Âu nói chung bao gồm nhạc pop châu Âu và nhạc sàn, với các tiểu thể loại nổi bật nhất là space disco của thời gian cuối những năm 1970 và nhạc disco Italia của đầu những năm 1980. Sự phổ biến của dòng nhạc disco châu Âu bị thoái trào sau năm 1985 hơn là rock điện tử và Hi-NRG (nhạc sinh lực mạnh), với một sự phục hưng của nhạc disco Italia vào cuối thập niên 1990.

## Lịch sử
Thuật ngữ "nhạc disco châu âu" (Euro-disco) được sử dụng lần đầu tiên là vào giữa những năm 1970 để mô tả các sản phẩm và nghệ sĩ nhạc disco không phải của Anh Quốc như là nhóm nhạc Thụy Điển ABBA; các nhóm nhạc Đức Arabesque, Boney M., Dschinghis Khan và Silver Convention; ca sĩ hoạt động tại Đức Donna Summer (sinh ra ở thành phố Boston, Hoa Kỳ); các nghệ sĩ Pháp Dalida (trong suốt cả những năm 1980), Cerrone, nhóm nhạc Ottawan (cùng với các nhóm khác do Vangarde và Kluger sản xuất), Amanda Lear và nhóm nhạc Belle Epoque; các nhóm nhạc Hà Lan Luv', Snoopy và nhóm chiến thắng Cuộc thi Ca khúc Truyền hình châu Âu (Eurovision Song Contest) là Teach-In.

## Ảnh hưởng tại Hoa Kỳ
Ảnh hưởng của nhạc disco châu Âu đã xâm nhập vào nhạc dance và nhạc pop ở Mỹ vào khoảng năm 1983 khi các nhà sản xuất và người viết bài hát của châu Âu đã truyền cảm hứng cho một thế hệ những nghệ sĩ biểu diễn mới của Hoa Kỳ. Trong khi nhạc disco bị tuyên bố là "đã chết" vì sự phản ứng dữ dội ở đây vào năm 1979 thì thành công mang hương vị châu Âu bước đến sau đã vượt qua những ranh giới của nhạc rock, pop và dance, ví dụ như ca khúc "Call Me" của ban nhạc Blondie và "Gloria" của nữ ca sĩ Laura Branigan, cũng như mở ra một kỷ nguyên mới của dòng nhạc dance có mặt trước Hoa Kỳ.

## Ảnh hưởng tại Việt Nam
Dưới đây là danh sách những bài nhạc disco châu Âu được yêu thích và phổ biến rộng rãi ở Việt Nam vào những năm 1980 - 1990 mà người Việt khi ấy quen gọi là nhạc đít-cô hay nhạc đít-sờ-cô:
| Nghệ sĩ         | STT | Tên bài hát                                 | Album                          | Hãng thu âm                                   | Năm phát hành | Quốc gia  |
| --------------- | --- | ------------------------------------------- | ------------------------------ | --------------------------------------------- | ------------- | --------- |
| ABBA            | 1   | Gimme! Gimme! Gimme! (A Man After Midnight) | Greatest Hits Vol. 2           | Polar Music                                   | 1979          | Thụy Điển |
| Dschinghis Khan | 1   | Moskau                                      | Dschinghis Khan                | BMG                                           | 1979          | Tây Đức   |
| Arabesque       | 1   | Midnight Dancer                             | Midnight Dancer (Arabesque-IV) |                                               | 1980          | Tây Đức   |
| Bad Boys Blue   | 1   | You're a Woman                              | Hot Girls, Bad Boys            | Current                                       | 1985          | Tây Đức   |
| Baltimora       | 1   | Tarzan Boy                                  | Living in the Background       | EMI Records, Capitol/Manhattan Records        | 1985          | Italia    |
| Boney M.        | 1   | Daddy Cool                                  | Take the Heat off Me           | Hansa Records                                 | 1976          | Tây Đức   |
| Boney M.        | 2   | Sunny                                       | Take the Heat off Me           | Hansa Records                                 | 1976          | Tây Đức   |
| Boney M.        | 3   | Brown Girl in the Ring                      | Nightflight to Venus           | Hansa Records                                 | 1978          | Tây Đức   |
| Boney M.        | 4   | Rasputin                                    | Nightflight to Venus           | Hansa Records, Sire Records, Atlantic Records | 1978          | Tây Đức   |
| Boney M.        | 5   | Hooray! Hooray! It's a Holi-Holiday         | Đĩa đơn                        | Hansa Records                                 | 1979          | Tây Đức   |
| Boney M.        | 6   | Happy Song                                  | Đĩa đơn                        | Hansa Records                                 | 1984          | Tây Đức   |
| C. C. Catch     | 1   | 'Cause You Are Young (Phiên bản cực đại)    | Catch the Catch                | Hansa Records                                 | 1985 - 1986   | Tây Đức   |
| C. C. Catch     | 2   | Jump in My Car (Phiên bản cực đại)          | Catch the Catch                | Hansa Records                                 | 1985 - 1986   | Tây Đức   |
| Eruption        | 1   | One Way Ticket                              | Leave a Light                  | Hansa Records, Ariola Records, RCA Records    | 1979          | Anh Quốc  |
| Joy             | 1   | Touch by Touch                              |                                |                                               | 1985          | Áo        |
| Modern Talking  | 1   | You're My Heart, You're My Soul             | The 1st Album                  | BMG, Hansa Records                            | 1984          | Tây Đức   |
| Modern Talking  | 2   | Cheri, Cheri Lady                           | Let's Talk About Love          | Ariola Records                                | 1985          | Tây Đức   |
| Modern Talking  | 3   | Brother Louie                               | Ready for Romance              | BMG, Ariola Records                           | 1986          | Tây Đức   |
| Modern Talking  | 4   | Atlantis is Calling (S.O.S. for Love)       | Ready for Romance              | BMG, Ariola Records                           | 1986          | Tây Đức   |
| Modern Talking  | 5   | Geronimo's Cadillac                         | In the Middle of Nowhere       | BMG, Ariola Records                           | 1986          | Tây Đức   |
| Ottawan         | 1   | D.I.S.C.O.                                  | D.I.S.C.O.                     | Carrere Records                               | 1979          | Pháp      |
| Sabrina         | 1   | Boys (Summertime Love)                      | Sabrina                        | Baby Records                                  | 1987          | Italia    |
| Sandra          | 1   | In the Heat of the Night                    | The Long Play                  | Virgin Records                                | 1985          | Tây Đức   |